# Falkenbergs station
Falkenbergs station är en järnvägsstation i den nordöstra utkanten av Falkenberg i Halland. Den öppnades för trafik den 15 juni 2008, i samband med invigningen av en ny del av Västkustbanan.

## Stationen
Stationsområdet har fyra spår, varav två med perronger. De utan perrong är belägna i mitten och är avsedda för passerande snabbtåg och godståg. Spår 1 och spår 4 har däremot perrong. Stationen innehåller två väntsalar, en på vardera sida. De innehåller inga kiosker, butiker eller bemannad biljettförsäljning. 
Det går 1–2 Öresundståg i timmen per riktning som stannar i Falkenberg, men inget av SJ:s tåg stannar där. Vanligtvis stannar tåg i norrgående riktning vid spår 4 på stationens västra sida och tåg i södergående riktning vid spår 1, på stationens östra sida.
Vägavståndet till Falkenbergs centrum är drygt 2 kilometer. I samband med invigningen startades en ny busslinje, 10, som går mellan centrum och stationen. Bussarna går i anslutning till tågen och väntar in dem vid försening. Även vissa andra bussar går via stationen. Hallandstrafiken ger information och säljer biljetter till bussarna.
Infarten till stationen är från den rondell där länsväg 154 korsar gamla E6, alternativt från länsväg 154 längre norrut. Från E6/E20, välj avfarten för länsväg 154. Parkeringar finns på båda sidor av stationen.

## Den gamla stationen
Falkenbergs tidigare järnvägsstation låg ganska centralt, 500 meter väster om Stortorget i Falkenberg sedan öppnandet den 19 augusti 1886.  och slutade användas som järnvägsstation för persontrafik den 15 juni 2008.

## Bildgalleri

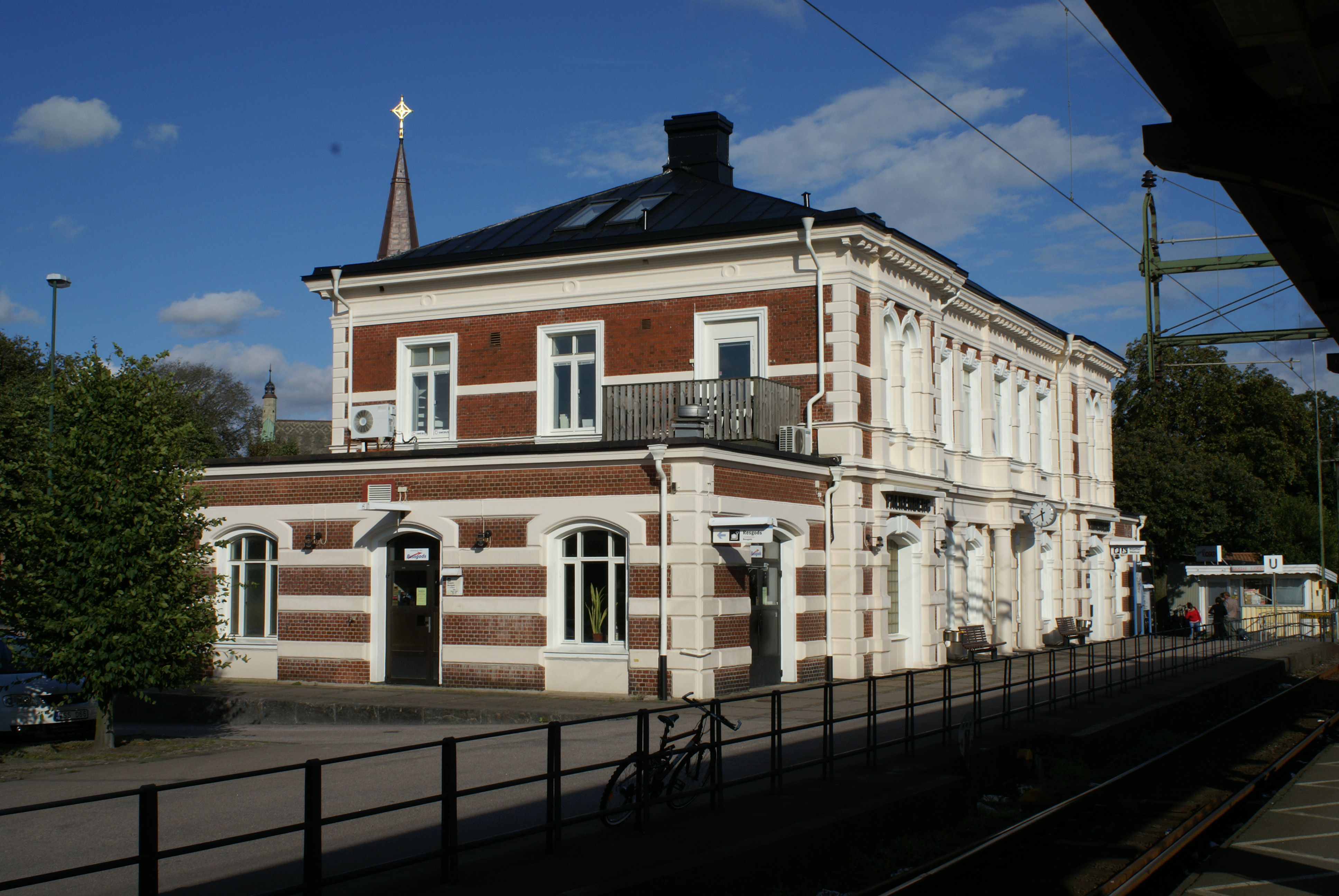
Foto över den gamla stationen.
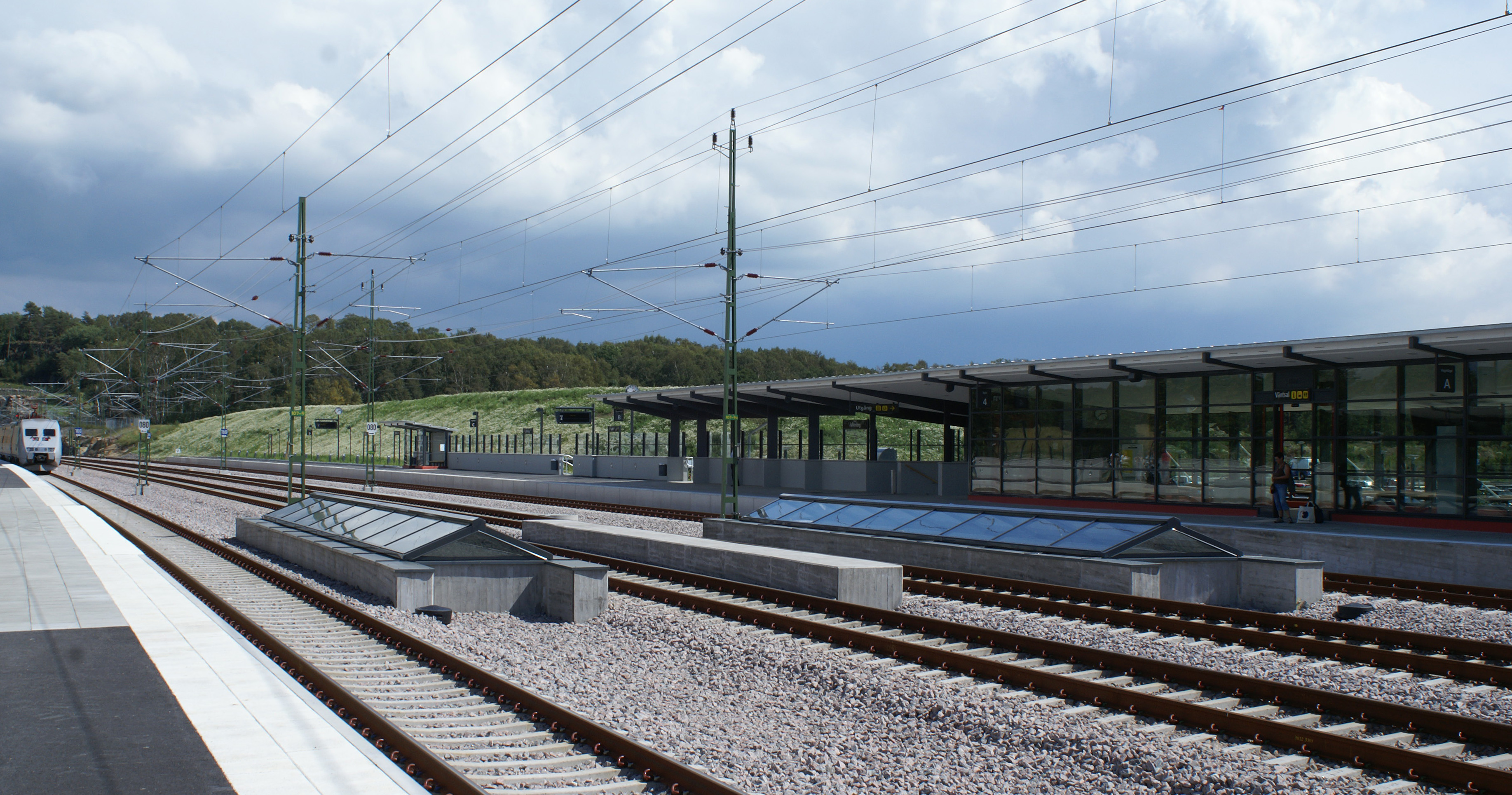
Foto över spår 1, i bakgrunden syns spår 2, 3 och 4.
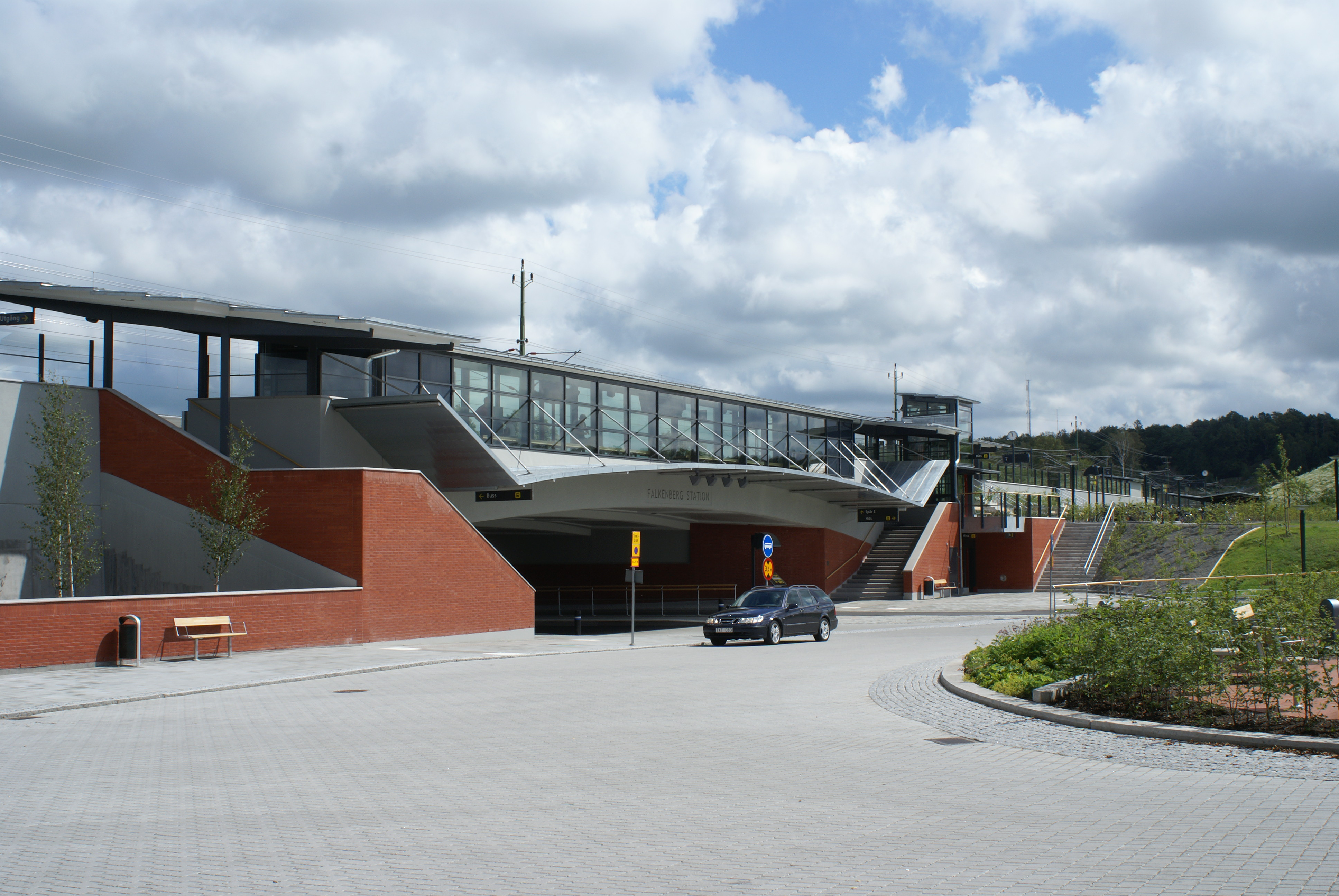
Foto över den västra sidan.